# Foto-radar
Foto-radar je naprava koja služi za automatsko snimanje vozila koja prekoračuju dozvoljenu brzinu. 
Uglavno je montiran je na stativ. Svrha je nadzor brzine vozila koja prelaze određenu brzinu na određenim mjestu. Fotografije se pohranjuju elektroničkom putem ili na filmu.
Podatci koji se snimaju:
- automobil
- registracijski broj
- slika vozača
- datum i vrijeme događaja
- mjesto
- brzina kojom je vozio automobil
- dopuštena brzina

Prednost ovog uređaja je da dokumentiraju djela bez zaustavljanja vozača. Uređaj mora imati valjani certifikat verifikacije, što je nužno i tijekom uporabe. 